# Пауль Бадер
Пауль Бадер (нім. Paul Bader; 20 липня 1883, Лар — 28 лютого 1971, Еммендінген) — німецький воєначальник, генерал артилерії вермахту. Кавалер Німецького хреста в золоті.

## Біографія
1 жовтня 1903 року вступив в 66-й польовий артилерійський полк. З 1 квітня 1910 року — ад'ютант 1-го дивізіону свого полку, з жовтня 1912 року — ад'ютант 80-го польового артилерійського полку. Учасник Першої світової війни. З 12 листопада 1915 року — ад'ютант 39-ї артилерійської бригади. В квітні-жовтні 1919 року — командир добровольчої батареї 66-го артилерійського полку.
Після демобілізації армії залишений в рейхсвері, командир батареї. 1 жовтня 1928 переведений в Імперське військове міністерство, 1 лютого 1931 року — в штаб 6-го артилерійського полку. З 1 червня 1931 року — командир дивізіону свого полку, з 1 квітня 1933 року — 5-го артилерійського полку, з 1 жовтня 1934 року — артилерійського полку «Людвігсбург». В 1935 призначений командувачем артилерією 1-го військового округу.
З 1 квітня 1937 по 4 жовтня 1940 року — командир 2-ї піхотної (з 12 жовтня 1937 року — мотопіхотної) дивізії. Учасник Польської і Французької кампаній. З 1 жовтня 1940 року — командир 3-ї піхотної дивізії, одночасно з 15 жовтня 1940 по 1 березня 1941 року — командир 65-го командування особливого призначення 3-ї піхотної дивізії. З 25 травня 1941 року — командир 61-го командування особливого призначення. З 11 грудня 1941 року — командувач частинами вермахту в Сербії, керував боротьбою з партизанами. З 25 серпня 1942 року — командир 21-го гірського корпусу, створеного на основі його командування. 10 жовтня 1943 року відправлений в резерв. 31 березня 1944 року звільнений у відставку.

## Нагороди
- Залізний хрест 2-го і 1-го класу
- Орден Церінгенського лева, лицарський хрест 2-го класу з мечами і дубовим листям
- Орден Фрідріха (Вюртемберг), лицарський хрест 1-го класу з мечами
- Ганзейський Хрест (Гамбург)
- Почесний хрест ветерана війни з мечами
- Медаль «За вислугу років у Вермахті» 4-го, 3-го, 2-го і 1-го класу (25 років)
- Медаль «У пам'ять 1 жовтня 1938 року» із застібкою «Празький град»
- Застібка до Залізного хреста 2-го і 1-го класу
- Нагрудний знак «За поранення» в чорному
- Орден Білої троянди (Фінляндія), командорський хрест 1-го класу
- Орден «За військові заслуги» (Болгарія), великий хрест з військовою відзнакою
- Орден Корони короля Звоніміра, великий хрест з мечами (Незалежна Держава Хорватія)
- Військовий орден Залізного трилисника 1-го класу (Незалежна Держава Хорватія)
- Німецький хрест в золоті (29 січня 1943)